# Atractus reticulatus
Atractus reticulatus este o specie de șerpi din genul Atractus, familia Colubridae, descrisă de Boulenger 1885.

## Subspecii
Această specie cuprinde următoarele subspecii:
- A. r. scrocchii
- A. r. reticulatus